# فيدة النخل
فيدة النخل قرية سعودية، تتبع مركز عسفان في محافظة الجموم بمنطقة مكة المكرمة. تقع في شمال غرب مكة المكرمة بمسافة تقارب (60) كم.